# Catocala umbella
Catocala umbella är en fjärilsart som beskrevs av Barnes och Benjamin 1927. Catocala umbella ingår i släktet Catocala och familjen nattflyn. Inga underarter finns listade i Catalogue of Life.